# ボル (チャド)
ボル(Bol)はチャドの都市、チャド湖の付近にあるラク州の州都。

## 人口

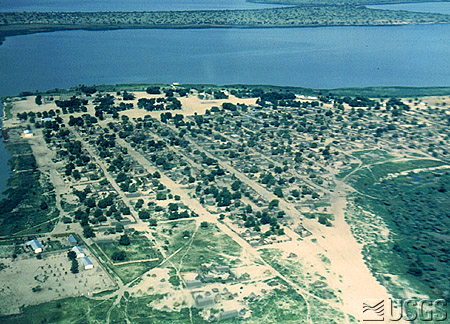
ボル (1971年)

| 年   | 人口   |
| ---- | ------ |
| 1993 | 7 769  |
| 2008 | 11 120 |

## 交通

### 空港
舗装された滑走路を有するボル空港( (IATA: OTC, ICAO: FTTL))がある。